# Dekat Padamu
Dekat Padamu는 말레이시아의 팝 가수 닝 바이주라의 첫 번째 정규 앨범이자, 데뷔 앨범이다. 1993년 소니 레코드를 통해 발매되었다. 이 앨범은 동년 최고의 앨범으로 선정되었으며, 10년도 더 되는 그녀의 미래를 바라볼 수 있는 기회가 되었다.

## 앨범 개요
닝 바이주라의 첫 번째 앨범이자 데뷔 앨범이며, 닝 바이주라라는 이름을 대중들에게 각인시키는 계기가 되었다.
1번 트랙인 <Curiga>는 최고의 인기를 끌었으며, 사실상 이 노래의 대표곡이 되었다. 여기서부터 시작되는 높은 가성은 다른 가수들과는 비교될 만큼 높은데, 특히 9번 트랙 <Cinta Pertama>에서는 마지막 부분에 E7에 달하는 매우 높은 가성을 선보였다. 7번 트랙 <Gelora>는 작곡가 조하리 테흐와 듀엣으로 불렀다. 전체적으로 매우 높은 가성을 자랑하지만, 10번 트랙인 <Dugaanku>는 그저 평범한 느낌의 팝 발라드를 띄며, 가성이 아닌 본연의 목소리로 부른다.
동년 최고의 앨범으로 선정되었으며, 닝 바이주라는 이를 계기로 당시 지아나 제인, 파우지아흐 라티프 등과 더불어 대표적인 여가수로 떠올랐다. 현재까지도 <Curiga>, <Dugaanku> 같은 노래들이 팬들에게 기억되고 있으며, 2013년 앨범 <Kekal>에 편곡되어 수록되었다.

## 수록곡
- <Curiga>
- <Mungkin>
- <Gersang>
- <Damai>
- <Untuk Apa>
- <Dekat Padamu>
- <Gelora>
- <Kerana Fitnah>
- <Cinta Pertama>
- <Dugaanku>

1. 1 2 3  True, Chris. “Biography: Ning Baizura”. Allmusic. 2011년 5월 8일에 확인함.